# Musée allemand de l'hygiène

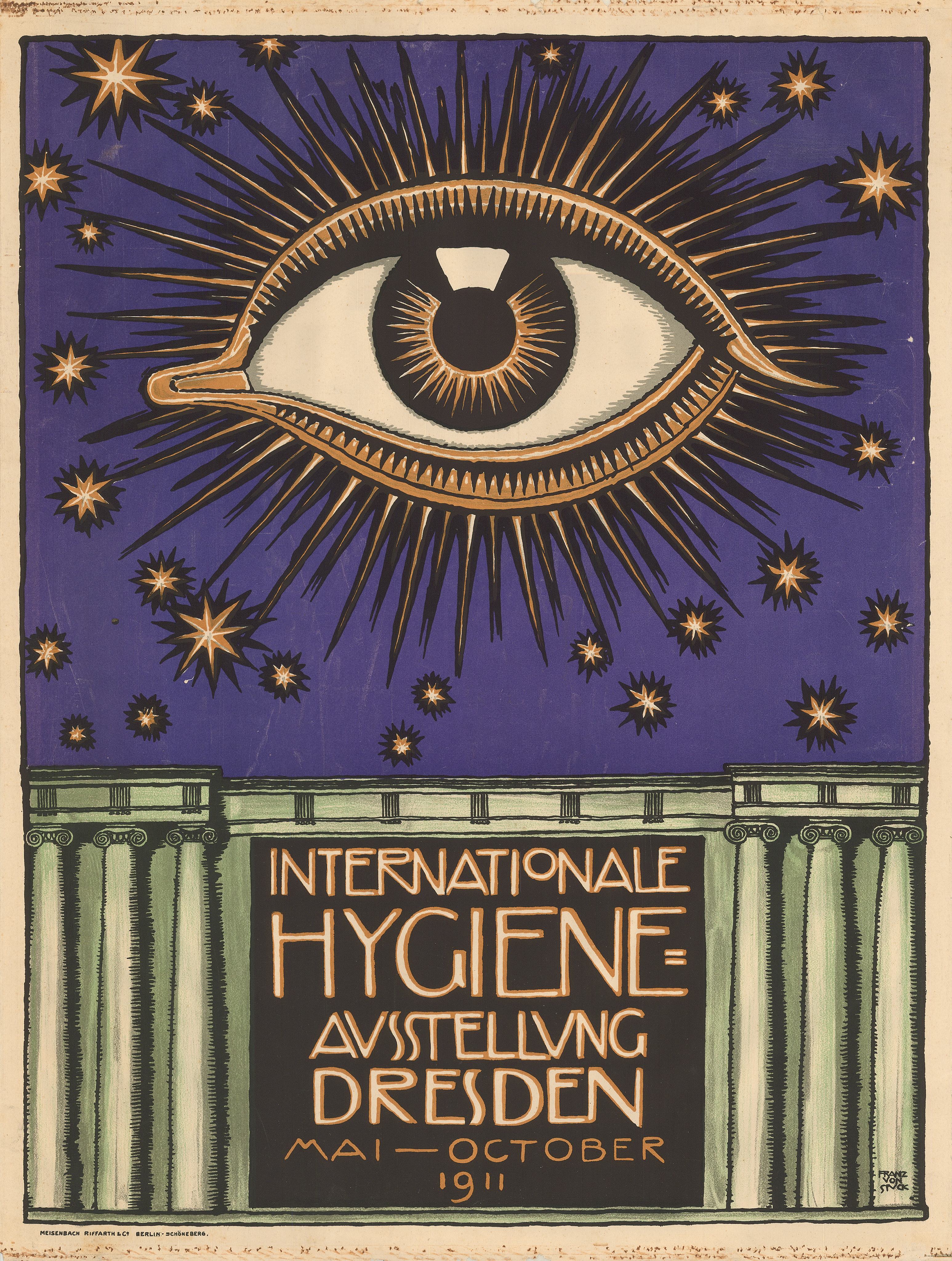
Affiche de l'Exposition internationale hygiéniste de Dresde, dessinée par Franz von Stuck (1911).

Le musée allemand de l'Hygiène (Deutsche Hygiene-Museum) a été fondé en 1912 à Dresde. Il s'oriente aujourd'hui autour des thèmes Science, Culture et Société. Les locaux actuels, inaugurés en 1930, reconstruits après le terrible bombardement de février 1945, ont dû être réhabilités de fond en comble entre 2001 et 2005. Avec près de 280 000 visiteurs par an, c'est le musée le plus fréquenté de Dresde.

## Historique
Le musée a été fondé en 1912 à l'issue de l'Exposition internationale d'hygiène de Dresde, par un fabricant de soins bucco-dentaires, Karl August Lingner pour en faire un « centre d'éducation populaire à la santé. » L'État impérial allemand investissait alors énormément dans les dispensaires et les écoles pour améliorer la condition sanitaire des couches les plus pauvres de la population. Dans un mémorandum, Lingner écrit :

« Le musée de l'hygiène doit servir de centre d'information pour toute la population, un endroit où tout un chacun puisse acquérir des connaissances lui permettant de conduire raisonnablement sa vie en préservant sa santé. »

Il s'inscrivait ainsi dans la tradition de la définition kantienne des Lumières. On y privilégiait en particulier la connaissance de l'anatomie de l'Homme, mais sans négliger la diététique, l’hygiène individuelle et la médecine préventive. On y exposait des panneaux d'information compréhensibles à un public très large, qui étaient ensuite réemployés pour des expositions itinérantes dans toute l'Allemagne.
La IIe Exposition internationale de l'hygiène se tint à Dresde en 1930 : à cette occasion, l'architecte Wilhelm Kreis fut chargé de concevoir les nouveaux bâtiments du musée pour le Blüherpark. Il imagina un édifice de style mixte, mélange de néoclassicisme et d'inspiration Bauhaus. L'une des principales attractions du musée était une préparation anatomique, l’« homme vitrifié », dont le succès amena la création de la « Femme vitrifiée » de 1935. Les ateliers du musée ont depuis des décennies produit plusieurs répliques de ces statues translucides pour le reste du monde. Le musée de Dresde innovait aussi en tant que musée scientifique, voué à apporter aux citoyens les plus récentes connaissances en médecine et en biologie.
Sous le Troisième Reich, ce musée fut mis à profit par l’idéologie raciale nazie. Il fit entre autres la promotion de la Loi allemande sur la stérilisation forcée du 14 juillet 1933, qui fut appliquée à des centaines de milliers d'hommes et de femmes entre 1934 et 1945. Le directeur du département « Hérédité et hygiène raciale » fut, de 1933 à 1936, le Dr. Hermann Vellguth. Les expositions itinérantes du musée trouvaient à se montrer jusqu'à l'étranger et ont enregistré environ 10 millions de visiteurs jusqu'en 1945. Parmi celles-ci, citons par exemple New Eugenics in Germany (USA, 1934) et Wunder des Lebens (Berlin, 1935).

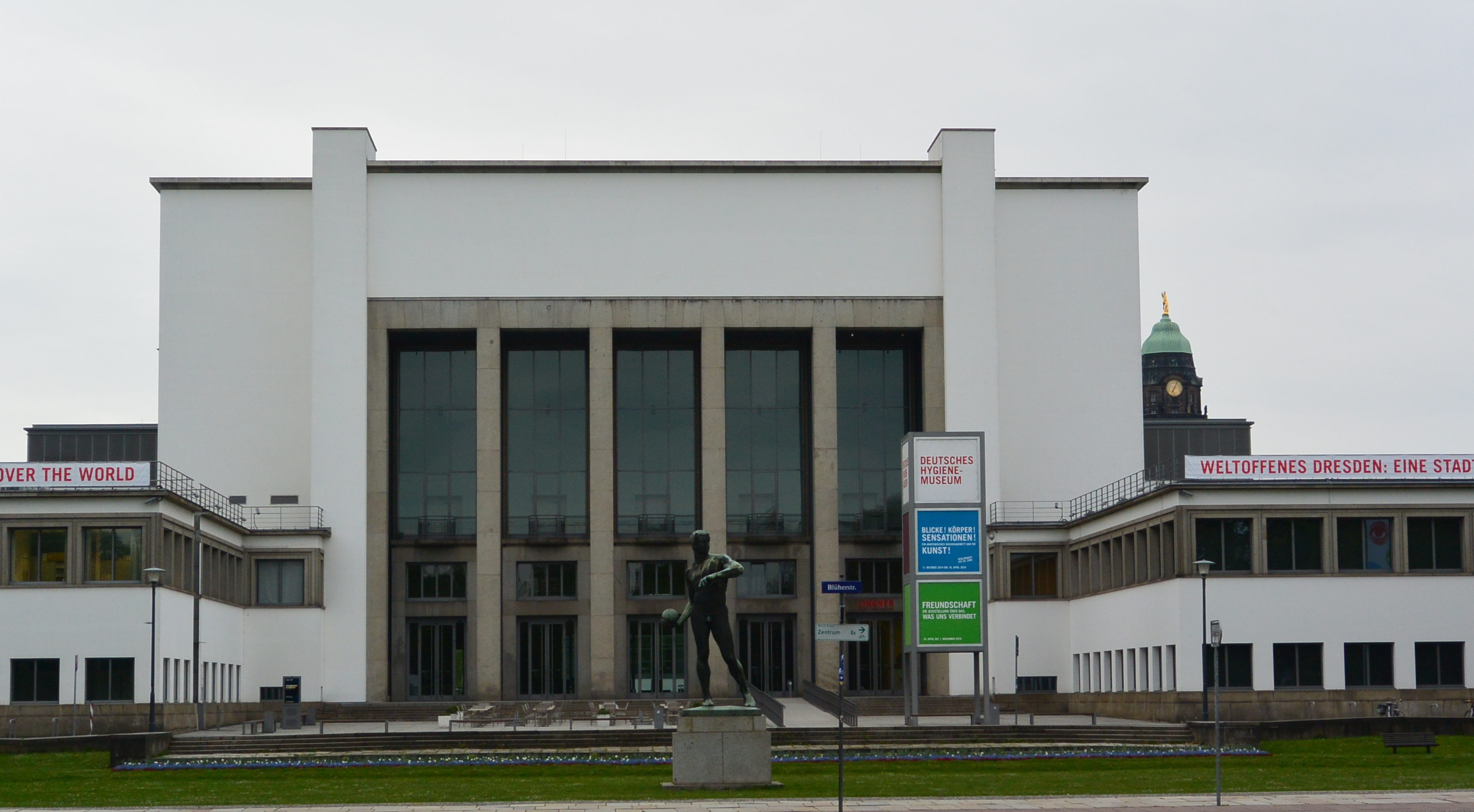
Le Lanceur de ballon, œuvre de Richard Daniel Fabricius, figurait déjà dans les collections du musée au moment de l'exposition de 1911. Restauré au début des années 1980, il est depuis exposé face au musée allemand de l'Hygiène. Le modèle du Ballwerfer et de l'Hercule en or de l'hôtel de ville de Dresde, au second plan à droite, était l'athlète Ewald Redam.

C'est dans les locaux de ce musée éducatif que les nazis organisèrent la dernière édition du Concours des vocations, entre avril et mai 1944. Puis le bombardement de Dresde, au mois de février 1945, détruisit la plus grande partie du musée et de ses collections.
En RDA, le musée, comme la Bundeszentrale für gesundheitliche Aufklärung en Allemagne de l'Ouest, avait une fonction essentielle d'éducation à la santé. Les autorités du musée imaginèrent à cette fin une poupée articulée, Kundi, distribuée jusqu'en 1990. De 1982 à 1991, le Musée bénéficiait du statut de Collaborateur éducatif de l’Organisation mondiale de la Santé
À la Réunification allemande, le musée bénéficia de crédits lui permettant de renouer avec ses ambitions originelles, mais avec des moyens aux goûts du jour. Il était cité parmi les 23 entrées du livre bleu de 2001, une liste nationale des institutions culturelles d'Allemagne de l'Est. De 2001 à 2005 il a été réhabilité sous la direction de Peter Kulka.

## Les collections

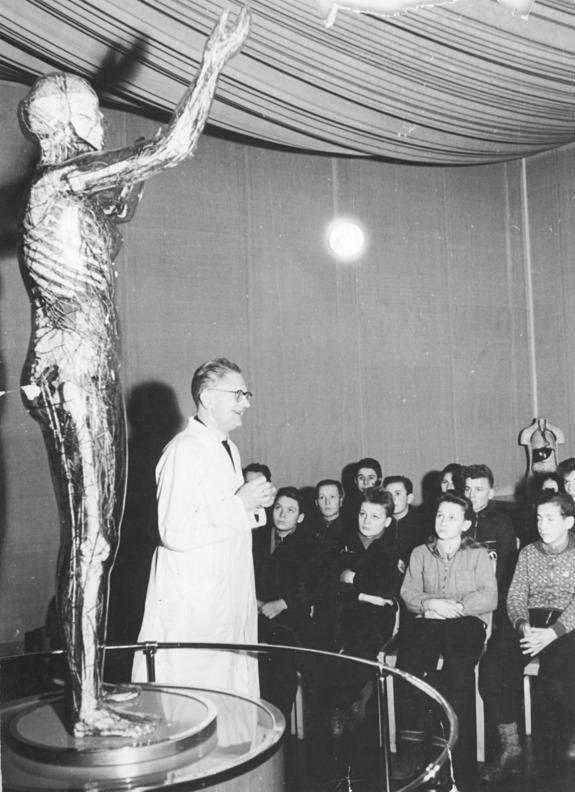
Femme vitrifiée, préparation anatomique à base d'acétate de cellulose (1935).

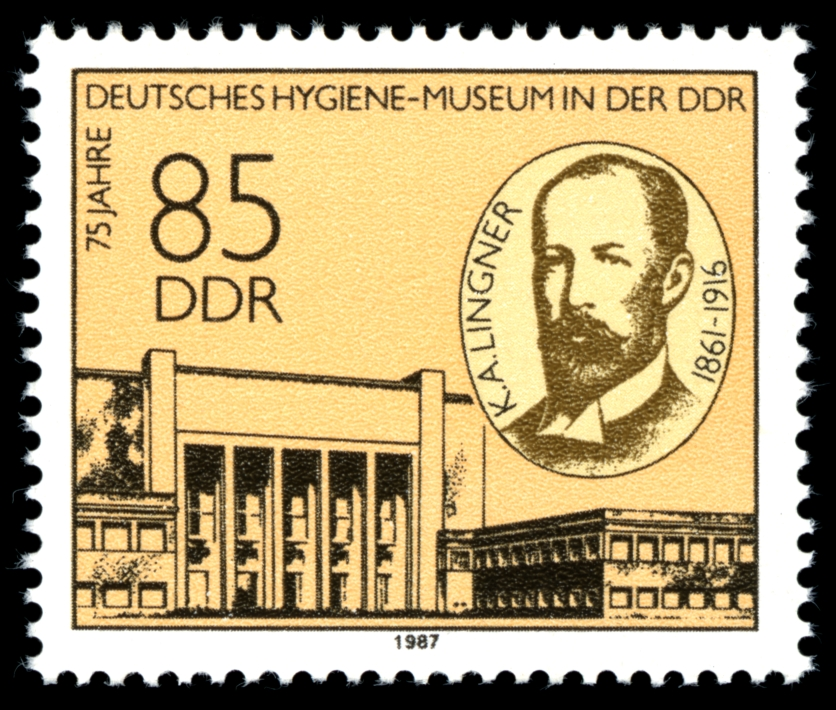
Timbre est-allemand de 1987 à l'occasion des „75 ans du Deutsches Hygiene-Museum“

Parmi les collections permanentes, il y a lieu de citer « L'aventure humaine » (Abenteuer Mensch) et le « Musée des cinq sens » (Kinder-Museum Unsere fünf Sinne) destiné aux enfants. La première contextualise le corps de l'Homme et la santé avec l'environnement et le milieu social ; la seconde démontre de façon plaisante comment les sens organisent le monde. Le fonds documentaire du musée couvre l'histoire de la promotion de la santé publique, notamment à partir du début du XXe siècle.
Les expositions temporaires tournent autour des rapports actuels ou historiques entre médecine, Société, Art et Culture. Elles sont généralement conçues par des équipes interdisciplinaires regroupant conservateurs, artistes, décorateurs et plasticiens, en collaboration avec plusieurs institutions scientifiques étrangères. Parmi les plus importantes manifestations de ces dernières années, on trouve : « Cosmos mental - le Cerveau et la Pensée » (Kosmos im Kopf – Gehirn und Denken, 2000), « L'Homme (im)parfait : le droit à la différence » (Der (im-)perfekte Mensch – Vom Recht auf Unvollkommenheit, 2000-01), « Les Dix Commandements. Politique, Morale et Société » (Die Zehn Gebote. Politik – Moral – Gesellschaft. 2004/2005), « Médecine meurtrière : délire racial et nazisme » (Tödliche Medizin – Rassenwahn im Nationalsozialismus, 2006/2007), « La météo, l’Homme et le climat » (Das Wetter, der Mensch und sein Klima, 2008-09), « Travail : accomplissement et soucis » (Arbeit – Sinn und Sorge) et « Qu'est-ce que la beauté » (Was ist schön?, 2010). Pour compléter les expositions, le musée organise annuellement des manifestations scientifiques ou culturelles : environ 80 débats, lectures publiques, concerts ou conférences. Le centre de conférence du Musée peut recevoir plusieurs centaines de personnes.

## Manifestations destinées aux enfants
Les activités pour enfants sont une longue tradition du musée : à l'époque de la RDA, c'étaient les « poupées Kundi », destinées à vulgariser les concepts élémentaires d'hygiène auprès des plus jeunes. Plus récemment, des visites guidées, un musée pour les enfants et des expositions spécialisées ont vu le jour pour les différentes classes d'âge : on y développe les thèmes des cinq sens, du corps humain et de la naissance. Des cours supplémentaires sont désormais également organisés.

## Expositions thématiques depuis 2011
- 2011: Images of the Mind. Bildwelten des Geistes. Cette exposition a été reconduite à la galerie Morave de Brno.
- 2011: Auf die Plätze! Sport und Gesellschaft
- 2012: Die Leidenschaften – Ein Drama in fünf Akten
- 2012: Herlinde Koelbl. Kleider machen Leute
- 2012: C’est la vie - Das ganze Leben
- 2013: Über Grenzen - Eine Fotoausstellung
- 2013: Reichtum - Mehr als genug
- 2013: tanz! Wie wir uns in der Welt bewegen
- 2014: Das neue Deutschland - von Migration und Vielfalt
- 2014: Blicke! Körper! Sensationen! Das Dresdner Wachskabinett und die Kunst
- 2014: Alles Familie! Eine interaktive Ausstellung
- 2015: Freundschaft. Eine Ausstellung über das, was uns verbindet
- 2015: AIDS. Nach einer wahren Begebenheit
- 2015: fast fashion. Die Schattenseiten der Mode
- 2016: Von der Flüchtigkeit des Glücks[6]
- 2016-17:  Scham. 100 Gründe rot zu werden (conservateur : Daniel Tyradellis)

## Voir également
- Santé publique
- Site du Musée allemand de l’Hygiène
- Lingner-Archiv à propos de K. A. Lingner, fondateur du Musée allemand de l’Hygiène
- Deutsches Hygiene Museum – Monumentale Mischung aus Neoklassik und triumphierender Moderne bei das-neue-dresden.de
- Thèse sur l'histoire du musée : Thomas Steller, Volksbildungsinstitut und Museumskonzern. Das Deutsche Hygiene-Museum 1912-1930, Bielefeld 2014